# Mark 36 SRBOC

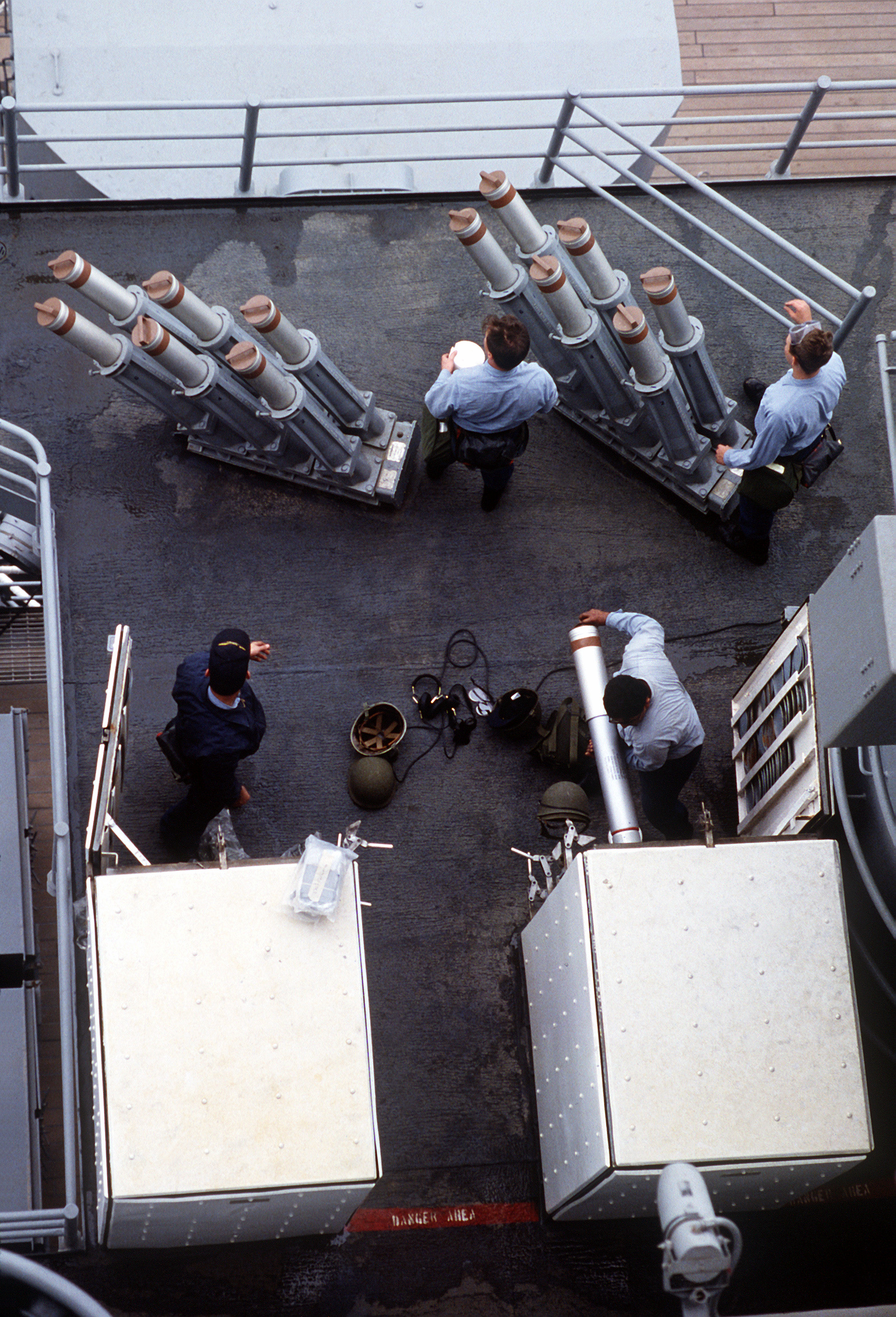
2 Mark 36 Mod 7 Super Rapid Bloom Off-board Chaff (SRBOC) sur le durant l'Opération Desert Storm.

Le BAE Systems Mark 36 Super Rapid Bloom Offboard Countermeasures Chaff and Decoy Launching System (en abrégé SRBOC ou "Super-arboc") est un mortier à courte portée qui lance des leurres anti-radar ou infrarouge depuis des navires pour déjouer des missiles anti-navire.

## Description
Chaque lanceur a trois tubes réglés à un angle de 45 degrés et trois tubes réglés à un angle de 60 degrés, fournissant une propagation efficace des leurres et des contre-mesures pour vaincre les missiles émettant des radiofréquences. Le SRBOC peut également être équipé du système de leurre infrarouge "flare" TORCH. La charge typique d'un navire est de 20 à 35 cartouches par lanceur.
Depuis 2010, le Mark 36 SRBOC est utilisé par 19 marines à travers le monde. Il est similaire au système Seagnat (en) de l'OTAN.
Le Flyrt drone leurre radar a été conçu pour être lancé à partir du lanceur Mark 36.

## Opérateurs militaires
- Espagne sur les navires de classe Meteoro et la future Classe F-110[3].
- États-Unis.

## Galerie d'images

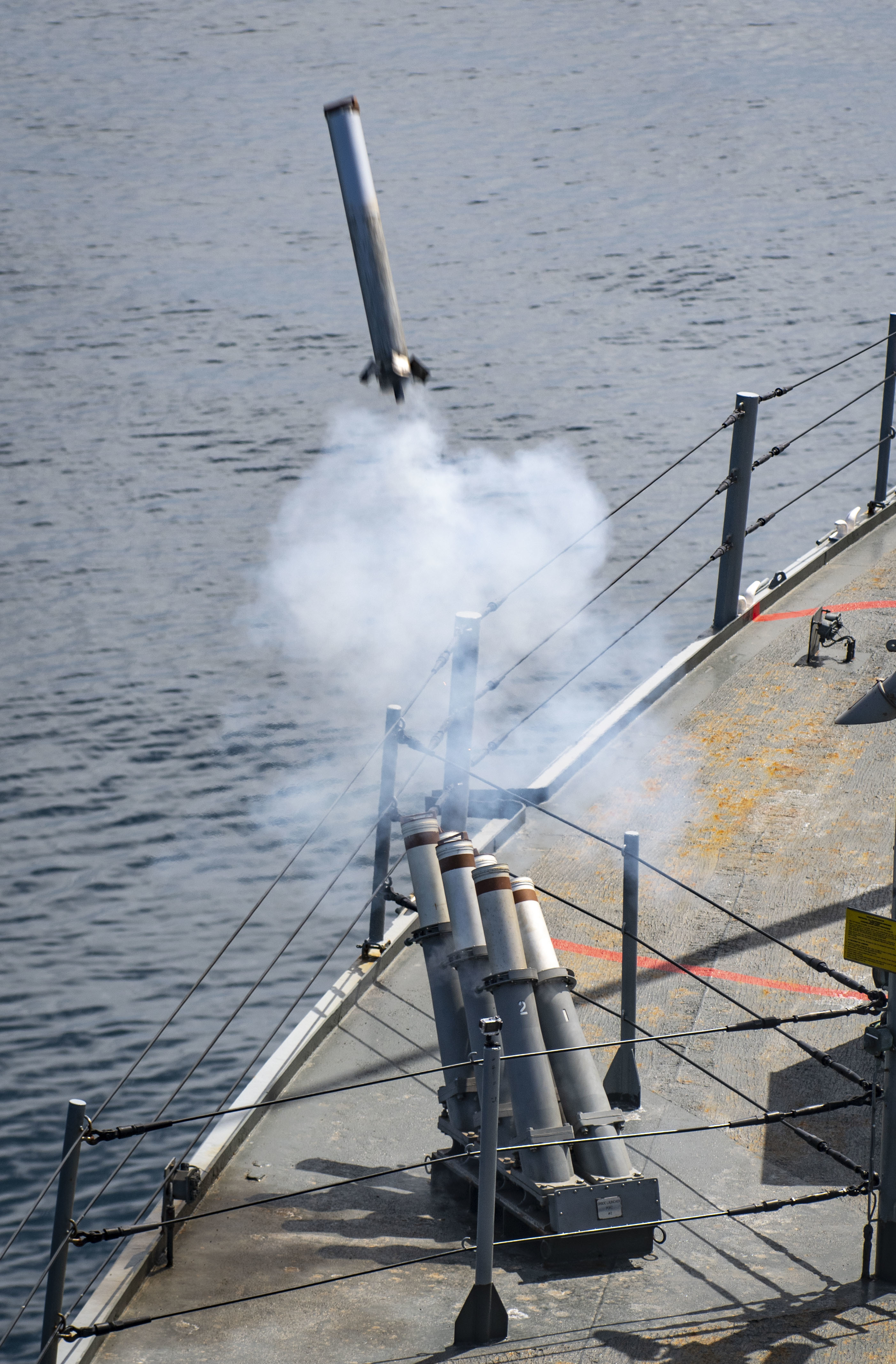
Ejection de la munition contenant les leurres
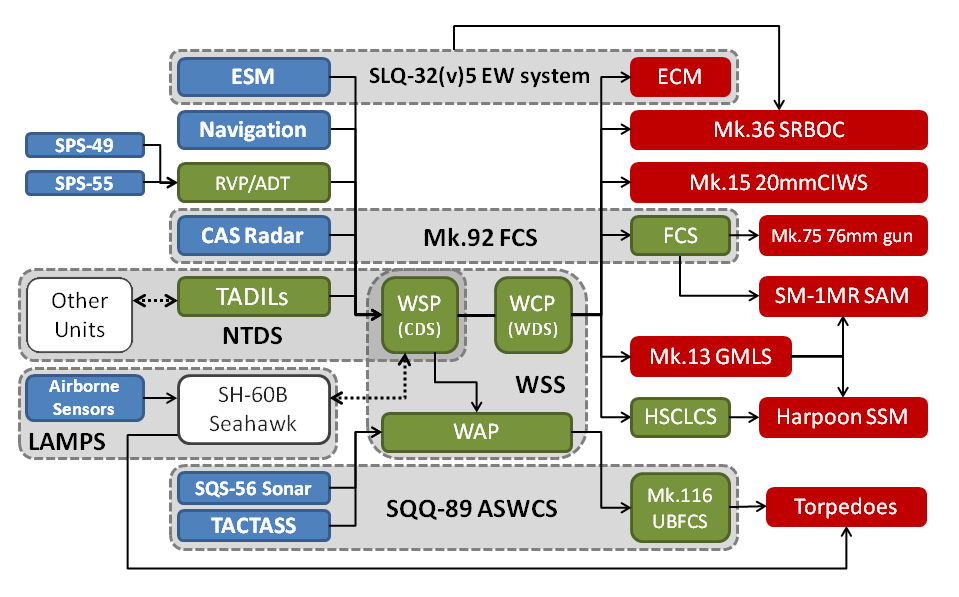
Le SRBOC fait partie des systèmes de combat de la frégate de classe Oliver Hazard Perry.
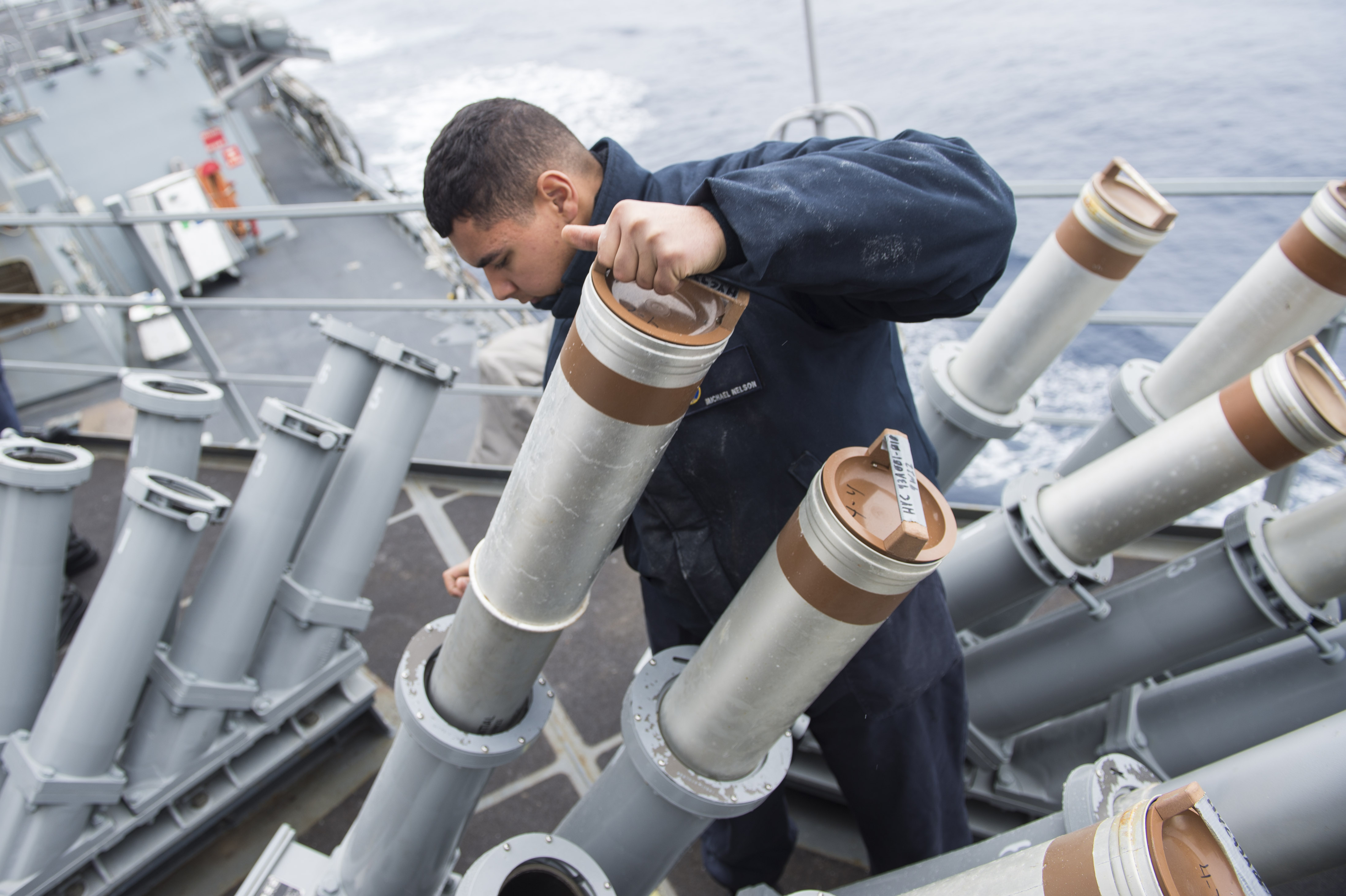
Chargement de la munition.
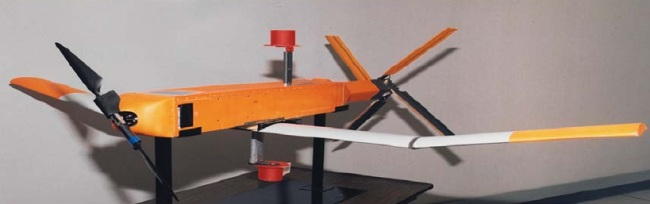
Drone leurre radar Flyrt lancé depuis le MK36